# Bahner 19 (Mönchengladbach)

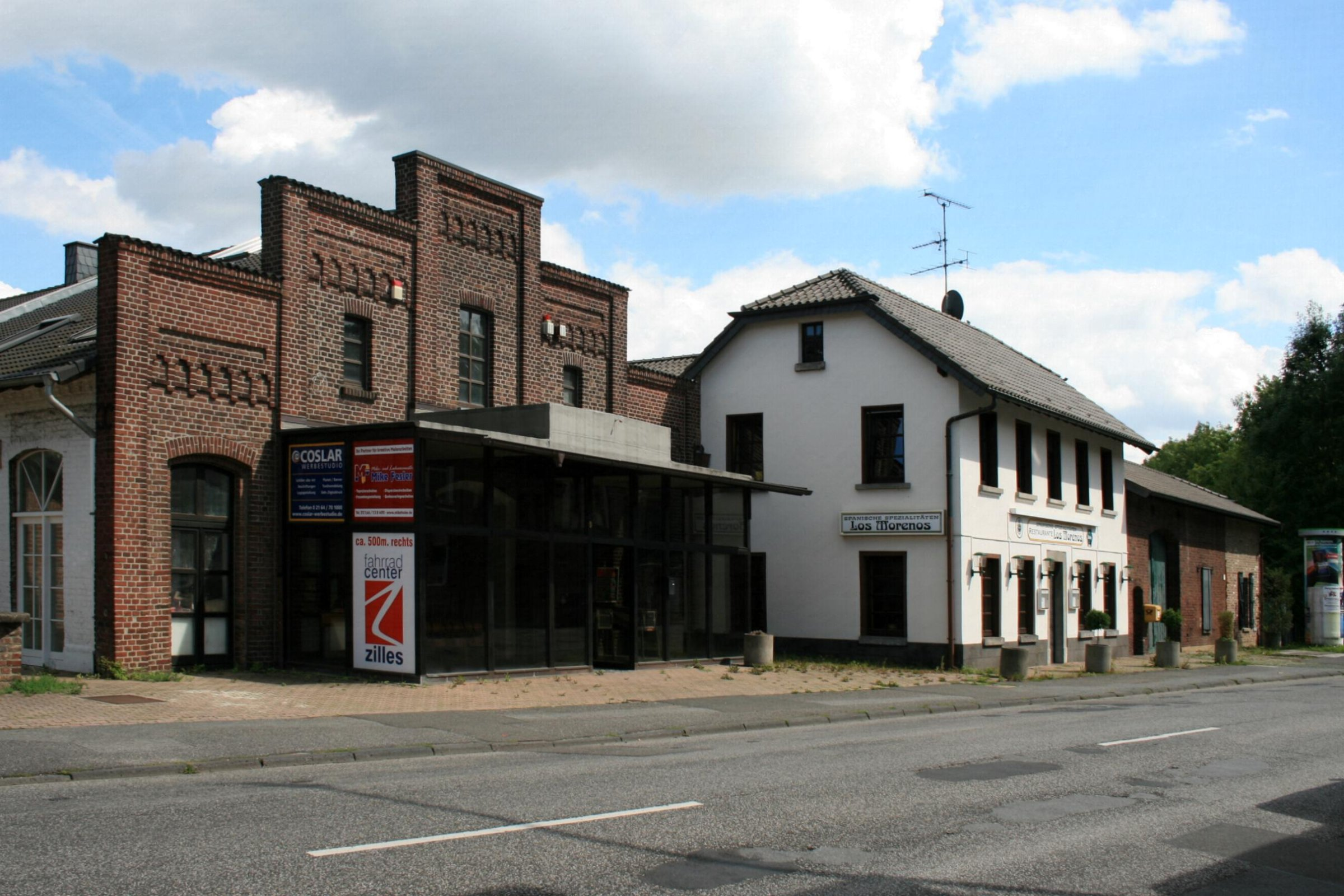
Wohngeschäftshaus (2010)

Das Wohngeschäftshaus Bahner 19 befindet sich im Stadtteil Giesenkirchen in Mönchengladbach (Nordrhein-Westfalen).
Das Haus wurde im 18./19. Jahrhundert erbaut. Es ist unter Nr. B 018 am 4. Dezember 1984 in die Denkmalliste der Stadt Mönchengladbach eingetragen worden.

## Architektur
Das Objekt Nr. 19 ist das ehemalige Wohngebäude einer ehemaligen Hofanlage in Giesenkirchen. Im Kern ein Fachwerkhaus, an der Straße eine zweigeschossige massive Fassadenausbildung die später umgestaltet wurde. Rechts neben dem Wohnhaus eine im 19. Jahrhundert hinzugefügte Hofeinfahrt mit Scheunentor und separatem Eingangsflügel, dahinter Stallungen und Wirtschaftsgebäude um einen Hof gruppiert.
Linksseitig an der Straße gelegen ein etwas zurückgesetztes Gebäude mit Satteldach aus Backsteinmauerwerk. Dieses war ganz offensichtlich ein ehemaliger ländlicher Tanzsaal, der zu dem als Gaststättengebäude dienenden Hauptwohnhaus ergänzend angebaut worden ist. Nördlich neben dem Tanzsaal ein eingeschossiger Anbau mit Flachdach. Daneben der historische alte Biergarten, der heute noch markiert ist durch eine Baumgruppe aus sieben Kastanien.
Das zweigeschossige fünf Fenster-Wohnhaus mit mittig zur Straße angeordnetem Eingang hat ein Krüppelwalmdach. Der südöstliche Giebel, an dem die jüngere Wirtschaftseinfahrt angebaut ist, besteht aus einer Holzfachwerkkonstruktion mit Mauerwerkausfachung.